# Bogdana (gmina w okręgu Teleorman)
Bogdana – gmina w Rumunii, w okręgu Teleorman. Obejmuje miejscowości Bogdana, Broșteanca, Ulmeni i Urluiu. W 2011 roku liczyła 2493 mieszkańców. 